# Теопасхизм

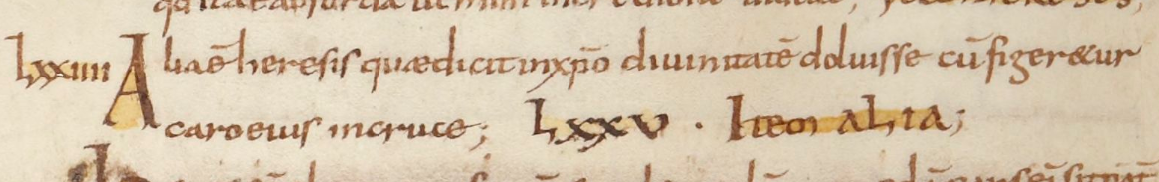
Августин в книге «De Haeresibus ad Quodvultdeum Liber Unus» («Ереси, попущением Бога, в одной книге») о феопасхитах: «Существует ещё одна ересь, которая говорит, что во Христе, Божество страдало, когда плоть была прикреплена к Кресту» («Alia est hæresis, quæ dicit in Christo divinitatem doluisse, cum figeretur caroejus in cruce».). «Smaragdus». рукопись IX века.

Теопасхи́зм, или феопасхи́зм (от др.-греч. θεός — «Бог, Божество» + др.-греч. πάσχω — «претерпевать, страдать»; буквально: «богостражничество», или «богострадание») — учение монофизитов, согласно которому Христос страдал на Кресте божественной природой. Другое название этой ереси, употреблённое безымянным автором трактата «Предестинат» (лат. Praedestinatus — «предопределённые») — феопонита́рум (лат. theoponitarum от др.-греч. θεός — «Бог, Божество» + др.-греч. πονέω — «страдать, мучиться, болеть»). Соответственно те, кто являются приверженцами данного учения, называются: теопасхи́ты (феопасхи́ты) (др.-греч. θεοπασχίται) или феопони́ты (лат. theoponitæ).

## История
В своём окружном соборном послании одним из первых осудил теопасхизм в IV веке папа Римский Дамас, провозгласив на всех его последователей анафему:
Кто говорит, что в крестных страданиях Сын Божий болезновал Божеством, а не плотью и разумною душой, которую, как говорит святое Писание, восприял Он в образе раба, анафема да будет.

Кто не допускает, что Бог-Слово пострадал плотски, распят был плотски, вкусил смерть плотски и соделался перворожденным из мёртвых, поколику Он, как Бог, есть жив и Слово животворящее, — анафема будет.
«Богостражники» описаны Филастрием в книге «Liber de Haeresibus» и Августином в книге «De Haeresibus ad Quodvultdeum Liber Unus»; у первого автора это 92 ересь, у второго автора это 73 ересь. У обоих авторов данные еретики без названия.
Одним из главных распространителей теопасхизма считается Пётр II Кнафей (Фуллон) — патриарх Антиохийский (490-е годы). Пётр сделал добавление к Трисвятому — «распятый за нас» (греч. ὁ σταυρωθεὶς δι’ἡμᾶς), которым хотел выразить, что в страданиях Христовых страдала вся Святая Троица. Множество последователей теопасхизма было в Александрии в патриаршество Иоанна V Милостивого (609—620).
С обличением взглядов теопасхитов выступили Анастасий Синаит («Путеводитель», гл. 12), патриарх Константинопольский Никифор I («Обличение и опровержение»), Никита Стифат («Никиты, монаха и пресвитера Студийского монастыря, рассуждение против франков, то есть латинян»), Исидор Пелусиот («24 Письмо к Феофилу»); Тимофей пресвитер Константинопольский («О способе принятия еретиков», сочинение вошло в Славянскую Кормчую книгу); особенно ревностно обличал теопасхитов патриарх Константинопольский Фотий (284 письмо: «Против содержащих ересь феопасхитов», 285 письмо, сочинение Мириобиблион, Евфимий Зигабен («Догматическое всеоружие Православной веры»), Никифор Каллист Ксанфопул («Церковная история»), Никодим Святогорец («Пидалион», «Еортодромион или изъяснение песенных канонов, которые поются накануне Господских и Богородичных праздников»), Максим Грек («Слово на арменское зловѣріе»).
Иоанн Дамаскин в своём сочинении «Книга о правой вере» писал о том, что 4 Вселенский собор осудил ересь теопасхитов, которую исповедовали Евтихий и Диоскор: 
«Четвёртый собор, что в Халкидоне 630 (святых отцов) на Евтихия и Диоскора феопасхитов».
На пятом заседании Второго Никейского собора Патриарх Константинопольский Тарасий в своей речи против иконоборцев, перечисляя еретиков, упоминает среди них и теопасхитов:
Они (то есть иконоборцы), подражая евреям и сарацинам, язычникам и самарянам, а также манихеям и фантазиастам, то есть теопасхитам, захотели уничтожить существование честных икон.
Феофан Исповедник в своей книге «Хронография» сообщает, что в 536 году в Константинополе был церковный собор во главе с Римским папой Агапитом против теопасхитов: 
«и переведён был в Константинополь Анфим еретик, епископ Трапезундский; в это же время Агапит, епископ Римский, прибыв в Константинополь, составил собор против нечестивого Севера, Юлиана Галикарносского и других теопасхитов, в числе которых и Анфим, епископ Константинопольский, как единомышленник их, был низвержен и прогнан после десятимесячного епископства.»
В 862—863 годах в Ширакаване был церковный собор, где решался вопрос о соединении греческой и армянских церквей. Патриарх Фотий прислал к католикосу армянскому Захарию послание с анафематизмами, которые предлагал подписать. Пятнадцатый анафематизм был против теопасхизма: «Если кто не исповедует, что Бог — Слово страдал Своей нераздельной Плотью, что бесстрастное, неотчуждаемое Его Божество не страдало, будучи во Плоти и страданиях, таковой да будет проклят».
В православный греческий и славянский Чин отречения от ересей армянской и яковитской вошла анафема против теопасхизма: «Пропове́дующим нам Го́спода Иису́са Христа́ стра́стного по божеству́ да бу́дут про́кляти (παθητὸν κατὰ τήν θεότητα ανάθεμα).»
Теопасхизм был осуждён на Римском соборе в 862 году, который определил: лат. «passionem crucis tantummodo secundum carnem sustinuisse» («[Христос] только плотью страдал на Кресте»).